# Хосе Луїс Гарсія дель Посо
Хосе Луїс Гарсія дель Посо (ісп. José Luis García del Pozo, нар. 11 січня 1991, Малага), більш відомий, як Ресіо — іспанський футболіст, півзахисник кіпрського «Аполлона» (Лімасол).
Виступав, зокрема, за клуб «Малага», а також молодіжну збірну Іспанії.

## Клубна кар'єра
У дорослому футболі дебютував 2010 року виступами за команду клубу «Малага Б», в якій провів один сезон, взявши участь у 16 матчах чемпіонату. 
Своєю грою за цю команду привернув увагу представників тренерського штабу основної команди «Малаги», у складі якої дебютував того ж року. Відіграв за клуб з Малаги наступні вісім сезонів своєї ігрової кар'єри.
Протягом 2013—2014 років на правах оренди виступав за команду клубу «Гранада».
Згодом у 2018—2022 роках грав за «Леганес» та «Ейбар», після чого приєднався до кіпрського «Аполлона» (Лімасол).

## Виступи за збірні
У 2011 році залучався до складу молодіжної збірної Іспанії. На молодіжному рівні зіграв у 6 офіційних матчах.